# サム・チョイ

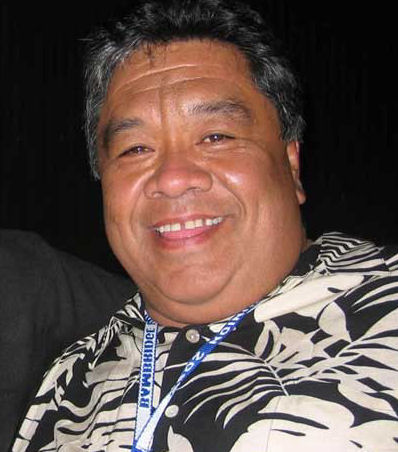
サム・チョイ

サム・チョイ（Sam Choy）はハワイ生まれのシェフで、彼はロイ・ヤマグチと並んでハワイ料理で有名で、ハワイ料理の本も出版し、テレビの料理番組にも出演していて、ハワイ、グアム、東京のレストランのオーナーでもある。
サム・チョイはハワイ州オアフ島のライエ（Laie）で父親が開いていた食糧品屋兼食堂で料理を覚え、母親の紹介でカピオラニ・コミューニティ・カレッジで教育を受け、その後ニューヨークのウォルドルフ＝アストリア・ホテルで働くなどしたあとハワイに戻り、1995年にダイヤモンド・ヘッド・レストランを開設している。 

## 参考
1. ↑   サム・チョイ　シェフの紹介